# Tomás Mejías
Tomás Mejías Osorio (Madrid, España, 30 de enero de 1989), más conocido como Tomás Mejías, es un futbolista español que juega como portero en el F. C. Cartagena de la Segunda División de España.

## Trayectoria

### Comienzos
En el año 2001, luego de pasar 2 temporadas en las categorías inferiores del Club Deportivo Coslada, que por ese entonces se encontraba en la Tercera división, se une a las categorías inferiores del Real Madrid con 12 años en su división cadete. Luego de varios partidos en las categorías cadete y juvenil se da su salto al Real Madrid C en la temporada 2007-08.

### Real Madrid C
Para la temporada 2007-08 se produjo su debut con el Real Madrid C en la segunda división B jugando 5 partidos. Para las siguientes dos temporadas Mejías se mantuvo en el equipo alternando la titularidad del equipo con Antonio Adán y posteriormente con Jesús Fernández ya en la última temporada en el Madrid C. Luego de sus buenas actuaciones alternaría convocatorias con el segundo filial blanco el Real Madrid Castilla desde la temporada 2008-09. Luego de su etapa en el equipo "C", jugó 78 partidos.

### Real Madrid Castilla
Para la temporada 2008-09 su progresión lo llevó a alternar convocatorias con el primer filial del Real Madrid. Para su primer año en el Castilla apenas fue tenido en cuenta jugando 1 solo partido debido a la titularidad que tuvo Adán jugando 31 partidos en la segunda B de esa temporada. Para la temporada siguiente la situación de Mejías no fue diferente, siendo Adán el titular y el suplente aunque jugando más que en la temporada anterior (disputó 4 partidos).

#### 2010-11
Para la temporada 2010-11 Adán fue promovido como segundo guardamenta del primer equipo del Real Madrid Mejías pasó a tener más continuidad aunque alternándola con Jesús Fernández (que para ese entonces era el tercer guardameta del Madrid en la liga española). Durante esa temporada jugó 13 partidos con el filial blanco y fue designado cuarto portero del primer equipo. El 10 de mayo de 2011 juega su primer partido con el primer equipo del Real Madrid en el Santiago Bernabeu frente al Getafe sustituyendo a Antonio Adán en los últimos 10 minutos del partido en lo que sería victoria blanca por 4 a 0.

#### 2011-12
Para la temporada siguiente, Mejías fue elegido en la primera fecha de La Liga 2011-12 para integrar a los 20 jugadores que enfrentarían al Real Zaragoza. Aunque alternó la titularidad con Fernández, fue uno de los porteros que más minutos dispuso en la segunda B disputando varios partidos del importantes del torneo jugando 19 encuentros y siendo fundamental para el ascenso del Castilla a la segunda división para la siguiente temporada. Luego de mostrar su buen rendimiento tuvo ofertas de clubes de primera división e incluso del exterior en ficharles pero el Madrid solo lo soltaría en préstamo con opción de recompra por parte del Madrid. Para el final de esa temporada Mejías renovó su contrato hasta el 30 de junio del 2014.

#### 2012-13
Para la temporada siguiente Mejías se convirtió en el portero titular del Castilla jugando 26 partidos aunque en esta no dispuso de convocatorias al primer equipo para entrar en las convocatorias de los partidos, ya que recurrentemente José Mourinho le convocaba durante las fechas fifa junto con los demás jugadores que no eran seleccionados por sus selecciones nacionales. Al finalizar la temporada la directiva del club (unido al cambio de técnico en el primer equipo) lo promueve de forma definitiva al primer equipo del Real Madrid para la temporada 2013-14 como cuarto portero. Luego de su etapa en el Castilla jugó 63 partidos.

### Real Madrid
Aunque su debut con el primer equipo del Real Madrid se produjo al final de la temporada 2010-11 de la mano de José Mourinho, no fue hasta la temporada 2013-14 que fue promovido al primer equipo con el visto bueno de Carlo Ancelotti para que fuese el cuarto guardameta del club por detrás de Diego Lopéz, Iker Casillas y Jesús Fernández respectivamente. Debido a la alternancia de la titularidad de los dos primeros ni Jesús ni Tomás disputaron ni un minuto en la primera rueda y se alternaban la convocatoria de ser el tercer guardameta. Para el mercado de invierno llegaron propuestas de darle minutos en primera a préstamo aunque el hecho de no haber renovado su contrato hasta ese entonces freno su salida durante el mes de enero, no obstante en febrero fue cedido a préstamo con opción de compra al Middlesbroug de la segunda división de Inglaterra.

### Middlesbrough
El 11 de febrero de 2014 fue cedido al Middlesbrough hasta la finalización de la temporada guardándose una opción de compra (con lo cual también se supo que renovó por un año más con el Real Madrid). El 1 de marzo debuta como titular en la portería del conjunto inglés en la derrota del Middlesbrough frente al Sheffield Wednesday, siendo esta su única aparición en el equipo durante su préstamo debido a una lesión en un dedo, el cual se dislocó en un entrenamiento. Luego de esto regresó a la capital española para su recuperación y posteriormente haría parte de la expedición del Real Madrid en la final de la liga de campeones 2013-14 que se llevaría al final el cuadro "Merengue".
El 6 de junio, días después de la final de la liga de campeones, se anunció su fichaje definitivo por parte del club inglés en un acuerdo cuyas cifras no fueron reveladas, firmando un contrato por dos temporadas y teniendo el Real Madrid una opción de recompra.

#### 2014-15
Durante la pretemporada que realizó el "Boro" fue el titular en todos los partidos que disputó cuajando buenas actuaciones que a la postre hicieron que Aitor Karanka lo designara como guardameta titular del club inglés. El 9 de agosto de 2014, juega la primera fecha del ascenso inglés como titular jugando los 90 minutos de partido en la victoria 2 a 0 del Middlesbrough sobre el Birmingham. Hasta el momento de la pausa del campeonato de ascenso inglés (por causa de las fechas FIFA de septiembre), Mejias jugó los 5 partidos de liga aunque no fue convocado para jugar los 2 partidos de la copa de la liga que ganó el Middlesbrough. Durante la fecha FIFA mencionada sufrió una lesión en la espalda que actualmente le impidió ejercitarse con normalidad durante 1 mes. Superada su lesión en la espalda, no disputó ningún partido oficial hasta el 3 de enero del 2015 en la victoria 2 a 0 del Middlesbrough frente al Barnsley por la tercera ronda de la FA Cup. En la ronda siguiente de la FA Cup que jugó el Middlesbrough fue la figura de su equipo en la victoria como visitante 2 a 0 de su club frente al Manchester City teniendo intervenciones que mantuvieron la igualdad a cero durante los primeros 45 minutos y luego manteniendo el 1 a 0 hasta el minuto 93 cuando su compañero Kike García marcara el segundo y definitivo gol. Ya sobre el final de la temporada regular en el ascenso inglés, el "Boro" finalizó cuarto clasificado, con lo cual clasifican a jugar los play-offs de ascenso por el tercer y último cupo hacia la premier league 2015-16, no obstante por una lesión de tipo muscular las últimas fechas del torneo no es convocado, dicha lesión también según el departamento médico del club le impediría estar disponible para los últimos encuentros de la temporada.

#### 2015-16
Debido a la lesión sufrida a final de campeonato, durante la pretemporada realizada en el verano por su club, pasó realizando ejercicios de recuperación lo que ocasionó que una buena cantidad de partidos de preparación los viese desde las tribunas. Ya para el comienzo de la Championship 2015-16, comienza como segundo portero del club. 
Juega su primer partido con el equipo el 12 de agosto frente al Oldham Athletic por la primera ronda eliminatoria de la copa de la liga en la victoria 3 a 1 del Boro. El 28 de octubre en la cuarta ronda de la copa de la liga, Tomás sería fundamental para la clasificación del Boro a la siguiente ronda manteniendo el arco defendido de su equipo a cero frente al Manchester United, como lo fue en la temporada pasada frente al Manchester City, en el estadio Old Traffor durante los 120 minutos del partido y atajando los penaltis de Ronney y el de Ashley Young, siendo este último el que le permitió a su club clasificar a la siguiente ronda.
Al final de temporada el club logra su ascenso a la Premier League luego de quedar segundo en la Championship tras el Burnley y empatado en puntos con el Brighton & Hove Albion, pero teniendo mejor diferencia de goles a favor (+32 del Middlesbrough frente a un +30 del Brighton).

#### 2016-17
Para la temporada siguiente, Tomás renueva su contrato por un año más, hasta junio de 2018 poco antes de empezar la temporada.
Debido a la contratación de los porteros Víctor Valdés, quién se convertiría en el portero titular en la Premier League, y de Brad Guzan, tanto él, como el portero Griego Dimitrios Konstantopoulos no fueron tenidos en cuenta durante la primera mitad de temporada. Al abrirse el periodo de traspaso de mitad de temporada, Aitor Karanka le notifico que de los 4 guardametas, el no sería tenido en cuenta hasta el final de temporada, por lo que fue cedido hasta el final de temporada al Rayo Vallecano de la Segunda División de España.

### Cesión en Vallecas y Omonia Nicosia
El 2 de enero de 2017 se confirmó que el Rayo Vallecano y el Middlesbrough llegaron a un acuerdo para la cesión de Tomás hasta el final de la temporada donde ocuparía el puesto de segundo portero jugando dos partidos. Tras su vuelta al equipo inglés barajó la opción de salir del club, pero finalmente se quedó.
Una vez finalizada su vinculación con el Middlesbrough, Tomás firmó por el Omonia Nicosia.

### Regreso a Middlesbrough y experiencias por el mundo
Tras un año en Chipre, el 4 de julio de 2019 se hizo oficial su vuelta al Middlesbrough F. C. firmando un contrato por dos temporadas. La segunda de ellas la pasó cedido en el F. C. Dinamo de Bucarest.
Después de la experiencia en el fútbol rumano, jugó en el Turquía con el Ankaraspor y en la A-League australiana con el Western Sydney Wanderers F. C.

### De vuelta en España
El 4 de enero de 2023 se anunció su fichaje por la A. D. Ceuta F. C. que luchaba por conseguir la permanencia en la Primera Federación. Allí estuvo un año y en febrero de 2024 se unió al F. C. Cartagena para lo que restaba de temporada.

## Selección nacional
Mejías fue un recurrente de las selecciones inferiores de España aunque solo en las categorías sub-19 y sub-20 tuvo participación disputando el Europeo sub-19 jugando dos partidos y jugando seis partidos, cuatro de ellos en la Copa del Mundo sub-20 de 2009.

### Participaciones en Copas del Mundo
| Mundial                               | Sede   | Resultado        | Partidos |
| ------------------------------------- | ------ | ---------------- | -------- |
| Copa Mundial de Fútbol Sub-20 de 2009 | Egipto | Octavos de final | 4        |

### Participaciones en Eurocopas
| Eurocopa                | Sede            | Resultado    | Partidos |
| ----------------------- | --------------- | ------------ | -------- |
| Eurocopa Sub-19 de 2008 | República Checa | Primera fase | 2        |

## Clubes
| Club                              | País                | Año                 | Partidos |
| --------------------------------- | ------------------- | ------------------- | -------- |
| Real Madrid C. F. "C"             | España              | 2007-2010           | 78       |
| Real Madrid Castilla C. F.        | España              | 2008-2013           | 63       |
| Real Madrid C. F.                 | España              | 2011-2013           | 1        |
| Middlesbrough F. C.               | Inglaterra          | 2014-2018           | 17       |
| Rayo Vallecano (cedido)           | España              | 2017                | 2        |
| A. C. Omonia Nicosia              | Chipre              | 2018-2019           | 28       |
| Middlesbrough F. C.               | Inglaterra          | 2019-2021           | 2        |
| F. C. Dinamo de Bucarest (cedido) | Rumania             | 2020-2021           | 10       |
| Ankaraspor                        | Turquía             | 2021                | 17       |
| Western Sydney Wanderers F. C.    | Australia           | 2021-2022           | 15       |
| A. D. Ceuta F. C.                 | España              | 2023-2024           |          |
| F. C. Cartagena                   | España              | 2024-               |          |
| Total en su carrera               | Total en su carrera | Total en su carrera | 232      |

## Palmarés

### Títulos nacionales
| Título              | Club                 | País   | Año     |
| ------------------- | -------------------- | ------ | ------- |
| Copa del Rey        | Real Madrid C. F.    | España | 2010-11 |
| Segunda B           | Real Madrid Castilla | España | 2011-12 |
| Campeonato de Liga  | Real Madrid C. F.    | España | 2011-12 |
| Supercopa de España | Real Madrid C. F.    | España | 2012    |